# Daniël (Hebreeuwse Bijbel)

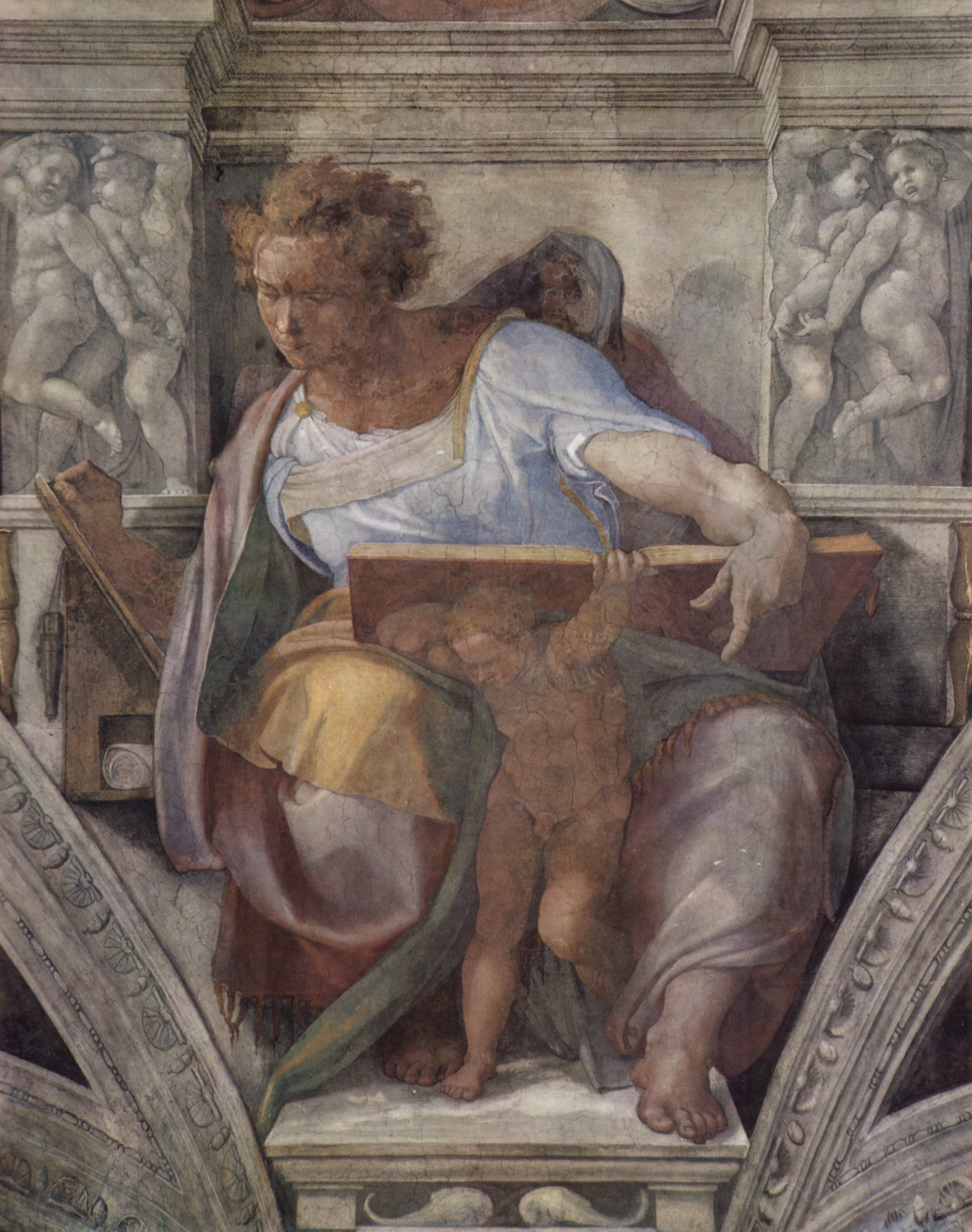
De profeet Daniël op het fresco van Michelangelo in de Sixtijnse kapel

Daniël (Hebreeuws: דָּנִיּאֵל, Dāniyyēl, "God is mijn rechter") is de hoofdpersoon van het Bijbelboek Daniël in de Hebreeuwse Bijbel. Daniël kwam bekend te staan als een droomuitlegger en voorspeller van de toekomst (Daniël 5:12), omdat hij de verre toekomst en de toekomst van Israël kon voorspellen.
In het christendom wordt Daniël als een profeet beschouwd, omdat Jezus hem een profeet noemde (Matteüs 24:15; Marcus 13:14). Het gelijknamige boek behoort in de Joodse indeling echter tot de Geschriften, niet tot de Profeten. Ook de islam beschouwt Daniël als profeet.
Daniëls naamdag valt binnen de Rooms-Katholieke Kerk op 21 juli.

## Verhaal in het boek Daniël
Daniël hoofdstuk 1 t/m 6 bevat een introductie hoe Daniël en zijn metgezellen in Babylon geraakten, gevolgd door een aantal verhalen aan het Babylonische en Perzische hof. Na deze verhalen volgt in de hoofdstukken 8 t/m 12 een verzameling visioenen waarin Daniël de verre toekomst van de wereld en van Israël ziet.
De introductie plaatst het verhaal in het derde jaar van de regering van Jojakim, dus rond 605 v.Chr.. Daniël behoorde tot de Joodse edelen die na de verovering van Jeruzalem door Nebukadnezar II naar Babylon waren gevoerd . Daniël kreeg een Babylonische naam: Beltesassar (Akkadisch: 𒊩𒆪𒈗𒋀, Beltu-šar-uṣur, geschreven als NIN9.LUGAL.ŠEŠ, Hebreeuws: בֵּלְטְשַׁאצַּר, belṭša’ṣṣar - Daniël 1:7). Het eerste deel van de naam, "Belt", verwijst naar Baäl of Bel, waaraan Nebukadnezar ook refereerde (Daniël 4:5). De naam kan zijn afgeleid van het Akkadische balāt-šarri-uṣur ("hij bescherme het leven van de koning!") of balāt-šu-uṣur ("hij bescherme zijn leven!"). In de Hebreeuwse Bijbel is vaker sprake van een nieuwe naam na een machtsovername (vergelijk Genesis 41:45; 2 Koningen 23:34; 24:17; Esther 2:7). Hij en zijn drie vrienden, Chananja, Misaël, en Azarja (met hun Babylonische namen aangeduid als Sadrach, Mesach en Abednego) maakten carrière aan het hof van Nebukadnezar, ondanks een aantal confrontaties met Nebukadnezar.
Op de dag voordat Babylon werd veroverd door de Perzen, voorspelde Daniël dit aan Belsassar toen hem werd gevraagd de betekenis van het raadselachtige Mene mene tekel ufarsin te verklaren. Daniël werd als derde in het koninkrijk van de Babyloniërs aangesteld (Daniël 5).

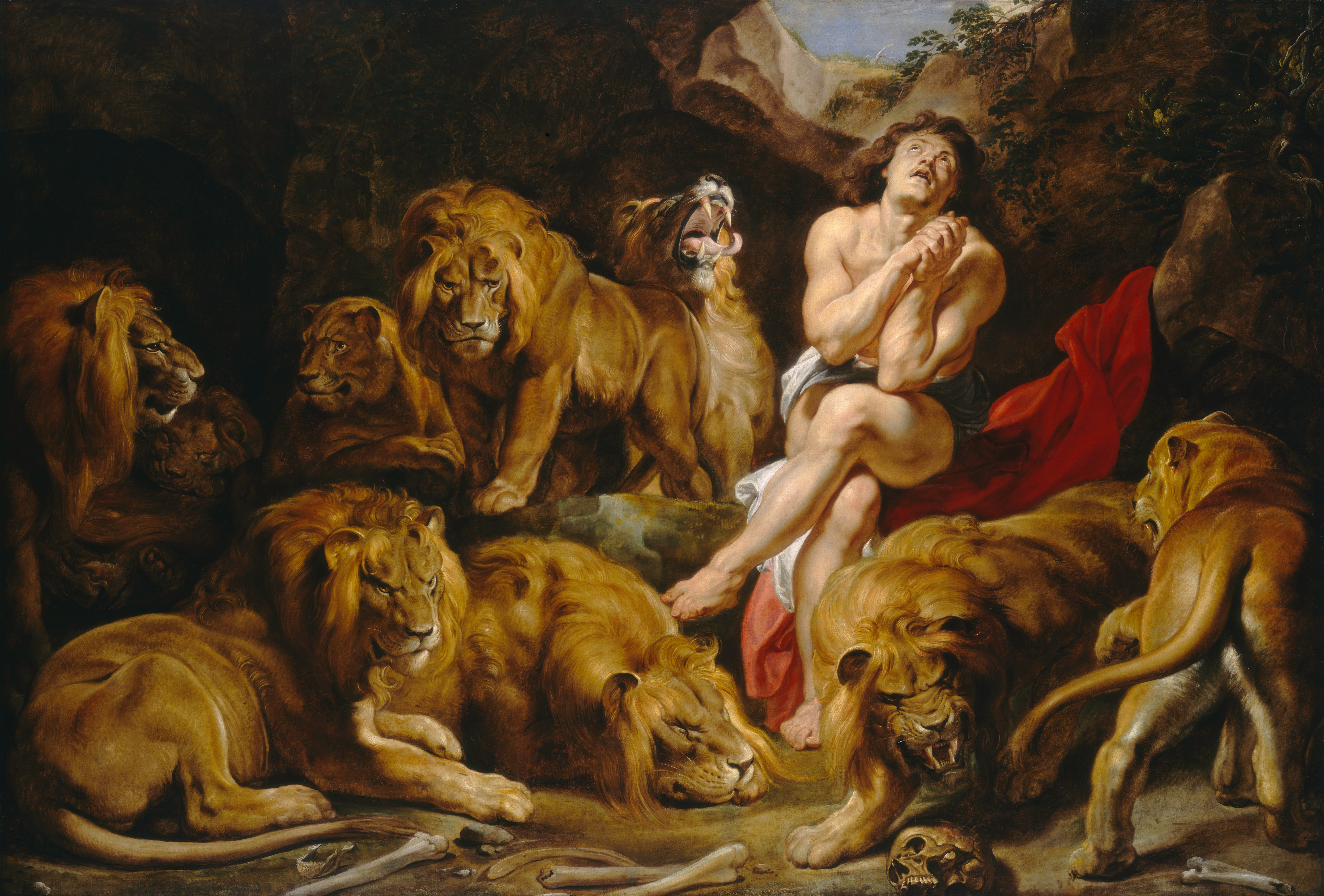
Peter Paul Rubens, Daniël in de leeuwenkuil

Na de verovering van Babylon door de Perzen bleef Daniël aan het hof van de (nieuwe) koning Darius de Mediër en werd hij aangesteld als een van drie rijksbestuurders. Omdat Darius overwoog Daniël over het hele rijk aan te stellen, wilden zijn collega-rijksbestuurders en de satrapen hem uit de weg ruimen. Ze overtuigden de koning een wet uit te vaardigen die verbood tot een god te bidden. Toen Daniël dat toch deed, werd hij in een leeuwenkuil gegooid. Een engel beschermde Daniël. Nadat hij uit de leeuwenkuil was gehaald, werden de mannen die Daniël hadden beschuldigd erin gegooid en door de leeuwen verscheurd (Daniël 6).
In het verhaal van Susanna speelt hij een belangrijke rol als bijzonder wijze man die haar leven redt.
Het boek Daniël eindigt abrupt, met het einde van een apocalyptische profetie. Er wordt niets gezegd over het einde van Daniëls leven of zijn dood.

## Vermelding in het boek Ezechiël
Ezechiël 14:14,20 en 28:3 beschreef Daniël als een wijze uit een ver verleden, naast Noach en Job. Het is niet uitgesloten dat Ezechiël drie niet-Joodse mensen heeft willen noemen die spreekwoordelijk waren wegens hun vroomheid. De auteur van het boek Daniël lijkt deze legendarische figuur, vermaard om zijn wijsheid, als zijn hoofdpersoon te hebben gekozen.
In de tekst van Ezechiël staat alle drie de keren geen Daniël, maar Danel. De Masoreten, middeleeuwse Bijbelgeleerden, dachten dat dit fout was en maakten een aantekening, Qere/ketieb, dat men waar Danel stond, Daniël moest lezen. In het Aqhat epos uit Ugarit komt echter een zekere Dˈnil of Danil voor, een rechter en wijze, die zich inspant voor de rechten van weduwen en wezen. (Ugarit was een Kanaänitische stad die rond 1200 v.Chr. werd verwoest. De kleitablet wordt gedateerd op rond 1360 v.Chr.) Het is niet waarschijnlijk dat Ezechiël deze oude Kanaänitische legende kende, maar het is redelijk een verband tussen de twee te veronderstellen. De auteurs van de verhalen in het eerste deel van Daniël waren waarschijnlijk ook niet op de hoogte van de Ugaritische Daniël en ontleenden de naam waarschijnlijk van hun held Ezechiël. De auteur van de visioenen in het tweede deel ontleende op zijn beurt de naam van zijn hoofdpersoon aan de verhalen.
Mogelijk haakte Ezechiël (ook) aan op de traditie die te vinden is in Jubileeën, dat min of meer gelijktijdig met het boek Daniël ontstond (2e eeuw v.Chr.), en waarin Danel of Daneel de schoonvader van Henoch was en als prototype van alle wijzen gold. Dit wil niet zeggen dat Daniël dezelfde is als Danel. In de apocalyptische literatuur wordt wijdverbreide voorkeur aangetroffen voor ideaaltypische figuren uit de vroege periode. Met de naam Daniël zette de auteur(s) van het boek Daniël de ander traditie voort rondom de met de figuur Danel verbonden andere tradities met een, ten tijde van de Tweede tempel, levendig paradigma van een wijze.

## Andere tradities
Volgens Rabbijnse literatuur leefde hij nog in de tijd van Ahasveros en werd hij gedood door Haman.
Volgens Flavius Josephus bouwde Daniël een toren in Ekbatana (Hamadan), met daarin de graven van de Medische, Achaemenidische en Partische koningen. Hij zou zijn visioenen in Susa hebben ontvangen, waar hij woonde, vlak bij een plaats waar een deel van de geroofde schat uit de tempel van Salomo werd verborgen. Islamitische bronnen verhalen erover dat moslims zijn lichaam hadden ontdekt, of mogelijk alleen een doos waarin zijn zenuwen en aders zaten, samen met een boek, een urn met vet en een zegelring waarin een afbeelding was gegraveerd van een man die door twee leeuwen werd gelikt. Het lichaam werd herbegraven en degenen die het lichaam begroeven, werden onthoofd om te verhinderen dat ze de plaats zouden onthullen.

## Historiciteit
Analyse van het boek Daniël toont aan dat de hoofdrolspeler niet als historisch persoon moet worden begrepen: "Er kan geen twijfel over bestaan: de Daniël uit het boek Daniël is een ideaalbeeld; de verhalen over hem hebben duidelijk legendarische kenmerken." De consensus onder wetenschappers is dat Daniël nooit heeft bestaan en dat het gelijknamige boek een cryptische verwijzing is naar de hellenistische en Seleucidische koning Antiochus IV Epiphanes uit de 2e eeuw v.Chr. De verhalen in hoofdstuk 1 t/m 6 worden daarom gedateerd op de 3e eeuw v.Chr. en vroege 2e eeuw v.Chr. De consensus is dat de visioenen in hoofdstuk 8 t/m 12 tussen 167 en 164 v.Chr. werden toegevoegd aan de voorgaande verhalen.
Heidemarie Koch suggereert dat Daniël een aanduiding was van Aspacanah (Oud-Perzisch, Elamitisch: Aspatshanah), die opperregent was vanaf het 28-ste jaar van Darius I (494 v. Chr.) tot het 3-de jaar van Xerxes (483 v. Chr.).

## Graf

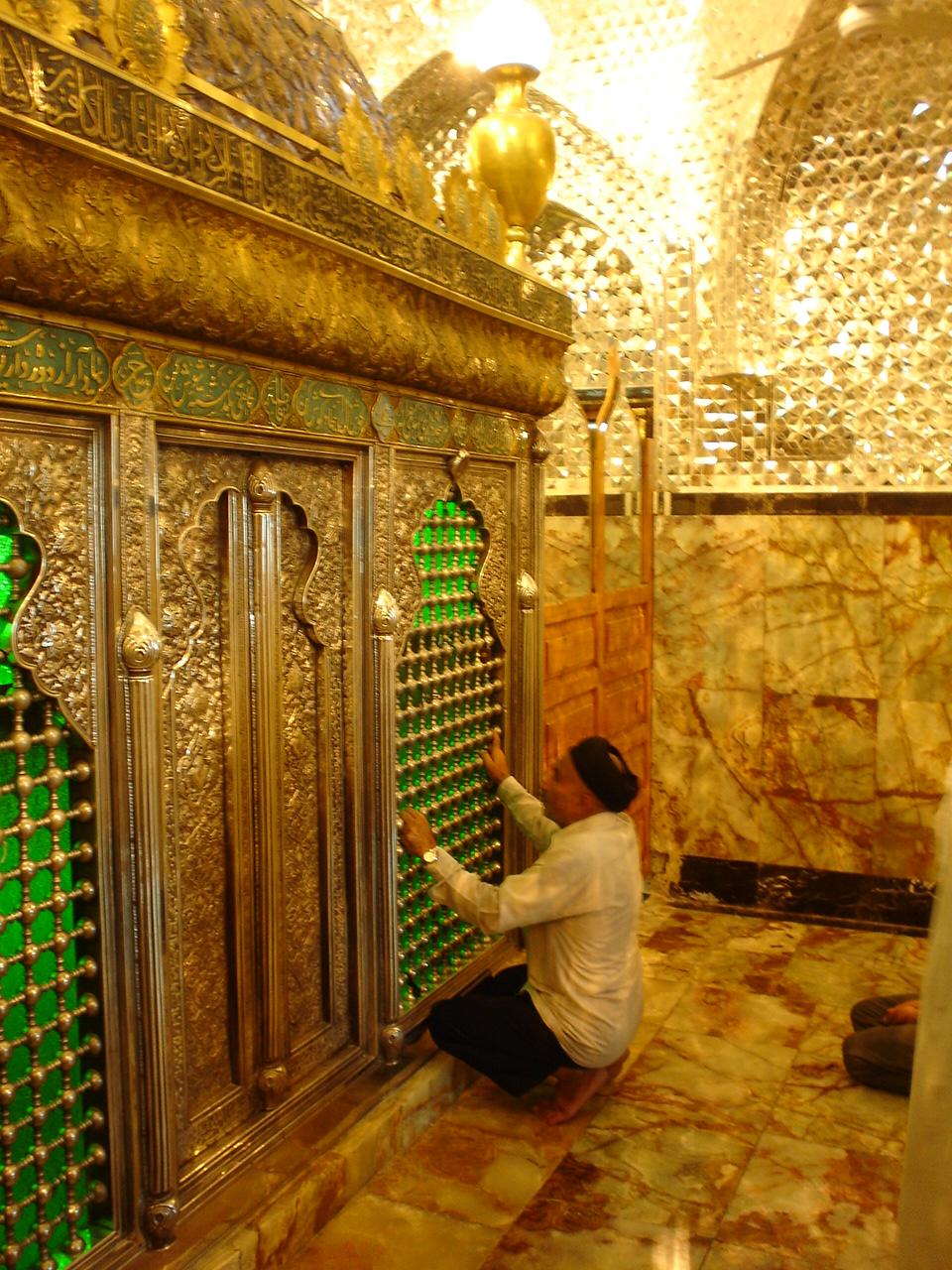
De tombe van Daniël (volgens traditie) in de Iraanse stad Susa

Van zeven locaties wordt beweerd dat Daniël daar begraven ligt: de bekendste is de graftombe van Daniël in Susa (Iran). De andere locaties zijn:
- Iran
  - Malamir
- Irak
  - Babylon
  - Kirkoek
  - Muqdadiyah
- Oezbekistan
  - Samarkand
- Turkije
  - Tarsus

## Somnia Danielis
Gedurende de Middeleeuwen was er een wijd verspreid Somniarium, een boek waarin dromen worden uitgelegd, dat ook wel Somnia Danielis ("De dromen van Daniël") genoemd werd, omdat het aan Daniël werd toegeschreven.